# Precious Time
Precious Time – tytuł trzeciego, studyjnego krążka amerykańskiej wokalistki rockowej Pat Benatar, który ukazał się w 1981. Album stał się jedynym w karierze artystki krążkiem, któremu udało się dostać na szczyt amerykańskiej listy najlepiej sprzedających się płyt. Płyta wylansowała dwa wielkie przeboje: "Promises In The Dark" (który dotarł do pozycji 38 na liście Billboardu) oraz wyróżniony nagrodą Grammy "Fire And Ice" (który wspiął się na pozycję 17 listy Billboardu). Album "Precious Time" sprzedano w samych tylko Stanach Zjednoczonych w ponad dwóch milionach egzemplarzy. Krążek oprócz premierowych kompozycji zawierał również covery (min. "Helter Skelter" Beatlesów).
Lista utworów:
1. Promises In The Dark
2. Fire And Ice
3. Just Like Me
4. Precious Time
5. It's A Tuff Life
6. Take It Anyway You Want It
7. Evil Genius
8. Hard To Believe
9. Helter Skelter

Zespół:
- Pat Benatar-wokal
- Neil Geraldo-gitary, instrumenty klawiszowe, chórki
- Roger Capps-bass, chórki
- Scott St.Clair Sheets-gitary
- Myron Grombacher-perkusja
- Gary Herbig-saksofon
- Joel Peskin-saksofon
- Tom Scott-saksofon
- Larry Williams-saksofon
- Keith Olsen-perkusja
- Alan Pasqua-pianino